# Sun Pharmaceutical
Sun Pharmaceutical Industries — крупнейшая индийская фармацевтическая компания. В списке крупнейших публичных компаний мира Forbes Global 2000 за 2021 год Sun Pharma Industries заняла 1919-е место (1778-е по чистой прибыли и 890-е по рыночной капитализации). Штаб-квартира компании находится в Мумбаи (штат Махараштра), основные рынки — Индия и США.

## История
Компанию основал в 1983 году Дилип Шангхви. В 1997 году компания вышла на рынок США, купив компанию Caraco Pharma, базирующуюся в Детройте. В 2010 году была куплена израильская компания Taro Pharmaceutical Industries с производственными мощностями в Израиле и Канаде. Затем были куплены ещё две компании в США, DUSA Pharma в 2012 году и Pharmalucence в 2014 году. Поглощение индийской компании Ranbaxy в 2015 году сделало Sun Pharmaceutical лидером фармацевтического рынка Индии. В 2016 году компания вышла на рынок Японии, купив права на 14 брендов Novartis в этой стране. Также в этом году была куплена российская компания «Биосинтез», стоимость сделки составила 60 млн долларов. В 2019 году была куплена японская компания Pola Pharma.

## Руководство
- Исраэль Маков — председатель совета директоров с 2012 года, ранее был президентом и главным исполнительным директором Teva Pharmaceutical Industries (с 2002 по 2007 год). Также председатель ещё нескольких компаний в сфере здравоохранения: BioLight (офтальмология), Nextage Therapeutics (препараты на основе каннабиса), QuantalX NeuroScience (нейрология), член исполнительного света Института Вейцмана, председатель театра Гешер[7].
- Дилип Шангхви (англ., род. 1 октября 1955 года) — основатель, председатель исполнительного совета, ему и членам его семьи принадлежит около 60 % акций компании[3]; в 2016 году получил награду Падма Шри. На 2021 год 14-й самый богатый человек в Индии[8].

## Деятельность
Производственные мощности компании насчитывают 30 фабрик, из них 15 в Индии, 3 в США, 2 в Японии, по одной в Канаде, Венгрии, Израиле, Бангладеш, ЮАР, Малайзии, Румынии, Египте, Нигерии и России. Ещё на 14 фабриках производятся активные компоненты лекарств (9 в Индии, 2 в Австралии, по одной в Израиле, США и Венгрии).
Основные подразделения по состоянию на 2021 год:
- США — производство дженериков и безрецептурных лекарств, 30 % выручки;
- Индия — производство дженериков, 31 % выручки, 8 % национального рынка лекарств;
- Развивающиеся страны — производства в Бангладеш, ЮАР, Малайзии, Румынии, Египте, Нигерии, продажи также в Бразилии и Мексике, 18 % выручки;
- Другие регионы — Западная Европа, Россия, Япония, Канада, Австралия, Новая Зеландия, Израиль, Венгрия, 15 % выручки;
- Производство активных ингредиентов лекарств — около 300 наименований, 9 % выручки.